# Слугово
Слугово (словен. Slugovo) — поселення в общині Церкниця, Регіон Нотрансько-крашка, Словенія. Висота над рівнем моря: 687,7 м.